# Joanna Concejo
Pour les articles homonymes, voir Concejo.
Joanna Concejo, née le 22 mars 1971 à Słupsk (voïvodie de Poméranie, en Pologne), est une illustratrice polonaise.

## Biographie
Diplômée de l'Académie des Beaux-Arts de Poznań en 1998, Joanna Concejo vit et travaille ensuite à Paris.
Pour l'album Monsieur Personne, qu'elle écrit et illustre en 2008, Télérama écrit : « Splendides et bouleversantes, ses images semblent d’un autre temps. Celui des photographies anciennes, des rêves oubliés. Joanna Concejo signe des livres inclassables, dont celui-ci offre un bon accès à son univers magnétique. Un monsieur y exerce un métier de l’ombre : il fabrique les étoiles du ciel »  lors de la réédition de l'album chez un nouvel éditeur.
Elle obtient le Grand prix de l'illustration 2021 pour ses illustrations de l'ouvrage  Sénégal, sur un texte d'Artur Scriabin (L'Atelier du poisson soluble). Pour Télérama, « ce livre est un petit miracle, comme cette neige qui tombe sur le Sénégal, au fil des pages poudrées, frissonnantes, nostalgiques dont Joanna Concejo a le secret. Cette illustratrice a l’art de se nicher à la naissance des émotions les plus profondes par le biais de teintes opale et de tremblés déchirants. On dirait qu’elle dessine dans des larmes longtemps retenues ». 

## Publications
- Il signor Nessuno (Monsieur Personne) (2008) Éditions du Rouergue, (2008 ed.it) Topipittori ; rééd. Format, 2022
- Grand et petit, textes d’Henri Meunier (2008)
- L'angelo delle scarpe (L'ange des chaussures) avec Giovanna Zoboli, (2009) Éditions Notari, (2009, ed. it) Topipittori [présentation en ligne]
- I cigni selvatici (Les Cygnes sauvages), tiré du conte de Hans Christian Andersen (2011) Éditions Notari, (2011 ed. it) Topipittori [présentation en ligne]
- Quando non trovi la tua casa (Cuando no encuentras tu casa), avec des textes de Paloma Sánchez Ibarzábal, 2011, ed. Oqo [présentation en ligne]
- Fumo, avec Antón Fortes (2011, ed. it)
- Una stella nel buio (Une étoile dans le noir) une histoire de Lucia Tumiati (it), (2012) Éditions Notari, (2012 ed. it) Topipittori [présentation en ligne]
- Les fleurs parlent, Casterman, 2013 [présentation en ligne]
- Quand les groseilles seront mûres, L’Atelier du Poisson Soluble, 2015[5] (ouvrage dédié à son père)
- Sénégal, texte d'Artur Scriabin, L'Atelier du poisson soluble, 2020
- M comme la mer (M jak morze), traduit du polonais par Margot Carlier, Wroclaw : Format, 2021
- Tu es là, texte de Lætitia Bourget, Format, 2022[6]
- Monsieur remarquable, Format, 2023[6]

## Prix et distinctions
- Grand prix de l'illustration 2021[3] pour ses illustrations de l'ouvrage  Sénégal, sur un texte d'Artur Scriabin
- Sélection Prix Sorcières 2022[7] Catégorie Carrément sorcières fiction, pour M comme la mer